# 동남중학교
동남중학교(東南中學校)는 대한민국 경기도 포천시 소흘읍 송우리에 있는 사립 중학교이다.

## 학교 연혁
- 1956년 12월 18일 : 포천농림기술학교 인가, 초대 교장 김영묵 선생 취임
- 1958년 11월 12일 : 재단 법인 성민학교 설립 인가, 이사장 김성묵 선생 취임
- 1961년 3월 25일 : 포천남중학교 설립 인가, 초대 교장 서희석 선생 취임
- 1963년 2월 9일 : 포천농림기술학교 폐교 (제7회 졸업생 배출)
- 1964년 1월 24일 : 학교법인 성민학원으로 조직 변경 인가
- 1974년 11월 30일 : 포천남중 학칙 변경 (각 학년 4학급 증설 인가)
- 1976년 4월 9일 : 정관변경 (포천남중→동남중, 학교법인 성민학원→학교법인 동인학원)
- 1990년 1월 10일 : 신축교사로 이전 (송우리 537-1)
- 1996년 3월 1일 : 중ㆍ고 병설학교에서 중학교 분리
- 1998년 12월 16일 : 동편 6개 교사 증축
- 2003년 2월 18일 : 신축교사 준공식(2층, 16실) 및 12개 학급 및 관리실 이전
- 2004년 8월 23일 : 교사 증축 (3층, 4층 10.5실) 8개 학급 이전, 21개 교실 이전 완료
- 2017년 3월 1일 : 제16대 교장 김애주 선생 취임
- 2018년 3월 1일 : 특수학급 신설(1층 희망반)
- 2019년 11월 7일 : 학교법인 동인학원 이사장 권영혁 박사 취임
- 2021년 1월 12일 : 제58회 졸업식(졸업생 109명, 누계 12,067명)

## 참고 자료
- 동남중학교 - 한국교육학술정보원 학교알리미